# Селище імені Пушкіна
імені Пушкіна (рос. имени Пушкина) — селище в Совєтському районі Курської області Російської Федерації.
Населення становить 120 осіб. Входить до складу муніципального утворення Краснодолинська сільрада.

## Історія
Населений пункт розташований на території українського етнічного та культурного краю Східна Слобожанщина.
Від 2004 року входить до складу муніципального утворення Краснодолинська сільрада.

## Населення
1. Н/Д[2]